# Campionati europei di pattinaggio di velocità 2022 - Partenza in linea maschile
L'evento della mass start maschile dei Campionati europei di pattinaggio di velocità 2022 si è svolto il 9 gennaio 2022 alla Thialf di Heerenveen, nei Paesi Bassi.

## Risultati
| Pos | Atleta             | Nazione     | Punti | Tempo   |
| --- | ------------------ | ----------- | ----- | ------- |
| 1   | Bart Swings        | Belgio      | 61    | 7:33.03 |
| 2   | Livio Wenger       | Svizzera    | 40    | 7:33.17 |
| 3   | lRuslan Zakharov   | Russia      | 20    | 7:33.51 |
| 4   | Kristian Ulekleiv  | Norvegia    | 10    | 7:33.67 |
| 5   | Andrea Giovannini  | Italia      | 6     | 7:33.77 |
| 6   | Jorrit Bergsma     | Paesi Bassi | 5     | 7:34.12 |
| 7   | Gabriel Odor       | Austria     | 3     | 7:41.81 |
| 8   | Philip Due Schmidt | Danimarca   | 3     | 7:48.47 |
| 9   | Timothy Loubineaud | Francia     | 2     | 7:35.82 |
| 10  | Yahor Damaratski   | Bielorussia | 2     | 7:49.18 |
| 11  | Diogo Marreiros    | Portogallo  | 1     | 7:51.69 |
| 12  | Evgeniy Bolgov     | Bielorussia | 1     | 8:05.73 |
| 13  | Artur Janicki      | Polonia     | 0     | 7:35.52 |
| 14  | Viktor Hald Thorup | Danimarca   | 0     | 7:35.74 |
| 15  | Mathieu Belloir    | Francia     | 0     | 7:35.91 |
| 16  | Danila Semerikov   | Russia      | 0     | 7:35.94 |
| 17  | Peder Kongshaug    | Norvegia    | 0     | 7:36.14 |
| 18  | Marcel Bosker      | Paesi Bassi | 0     | 7:37.20 |
| 19  | Felix Rijhnen      | Germania    | 0     | 7:37.99 |
| 20  | Lukáš Steklý       | Rep. Ceca   | 0     | 8:01.55 |
| 21  | Zbigniew Bródka    | Polonia     | 0     | 8:01.93 |
| 22  | Cosmin Nedelea     | Romania     | 0     | DNF     |
| 23  | Wilhelm Ekensskär  | Svezia      | 0     | DNF     |
| 24  | Oliver Grob        | Svizzera    | 0     | DNF     |